# Amphimedon (Trojaner)
Amphimedon (altgriechisch Ἀμφιμέδων Amphimédōn) ist eine Person der griechischen Mythologie.
Er ist im Trojanischen Krieg ein Kämpfer aus Troja, der bei der Schlacht von Aias dem Lokrer getötet wird.